# Geranium tenue
Geranium tenue är en näveväxtart som först beskrevs av Hanks in Underw. och Britton (eds..  Geranium tenue ingår i släktet nävor, och familjen näveväxter. Inga underarter finns listade i Catalogue of Life.